# Maigret in Rue Pigalle
Maigret in Rue Pigalle (titolo originale in francese Rue Pigalle, in italiano è stato pubblicato anche con i titoli Il commissario Maigret indaga o semplicemente Rue Pigalle) è un racconto dello scrittore belga Georges Simenon con protagonista il personaggio del commissario Maigret.
Il racconto fu scritto a Neuilly-sur-Seine, nell'ottobre del 1936.

## Trama

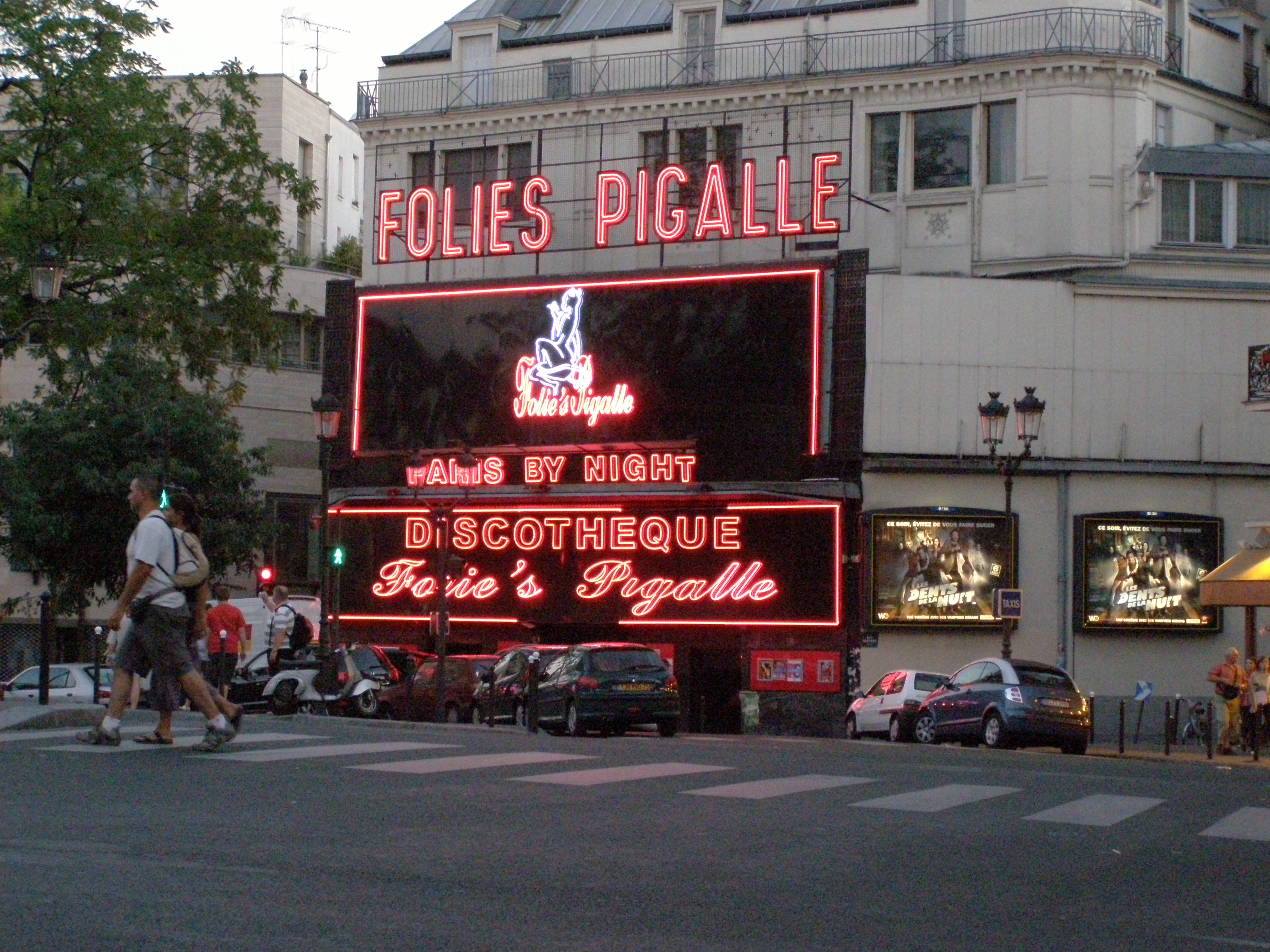
Folies Pigalle, Place Pigalle, IX arrondissement di Parigi, Francia.

Maigret indaga su un caso che riguarda il conflitto tra due bande rivali: i Corsi, il cui capo è Christiani, e il clan dei Marsigliesi. Quando il capo dei Marsigliesi viene arrestato e condannato, la sua banda sospetta di Christiani e cerca di vendicarlo. Si giunge a un delitto di cui Maigret, profondo conoscitore dell'ambiente in cui opera, individua tutti gli elementi, per cui si mette a giocare come il gatto col topo fino alla risoluzione del caso.

## Edizioni
In francese fu pubblicato per la prima volta su "Paris-Soir-Dimanche" (supplément), n° 49 e n° 50, rispettivamente del 29 novembre e 6 dicembre 1936, poi in volume nel 1944 nella raccolta Les nouvelles enquêtes de Maigret, presso Gallimard, ottava di 9 inchieste della prima serie.
In italiano il racconto è uscito la prima volta nel 1954 per Mondadori col titolo Rue Pigalle, nella collana "I Capolavori Dei Gialli Mondadori" (n° 3); quindi nel 1962 con il titolo Il commissario Maigret indaga nella raccolta Maigret in Rue Pigalle, traduzione di Elena Cantini, collana “Romanzi di Simenon” (n° 185) e con il titolo Maigret in Rue Pigalle nel 1968 nella stessa raccolta ma in due volumi della collana “Le inchieste del commissario Maigret” (n° 53); quindi dal 1973 nella collana "Oscar" (n° 476). È stato poi incluso nel 2012 nella raccolta Rue Pigalle e altri racconti, nella traduzione di Annamaria Carenzi Vailly per Adelphi (parte della collana "gli Adelphi", al n° 424).

## Film e televisione
Non risultano adattamenti sugli schermi del racconto.